# Chapéu-coco

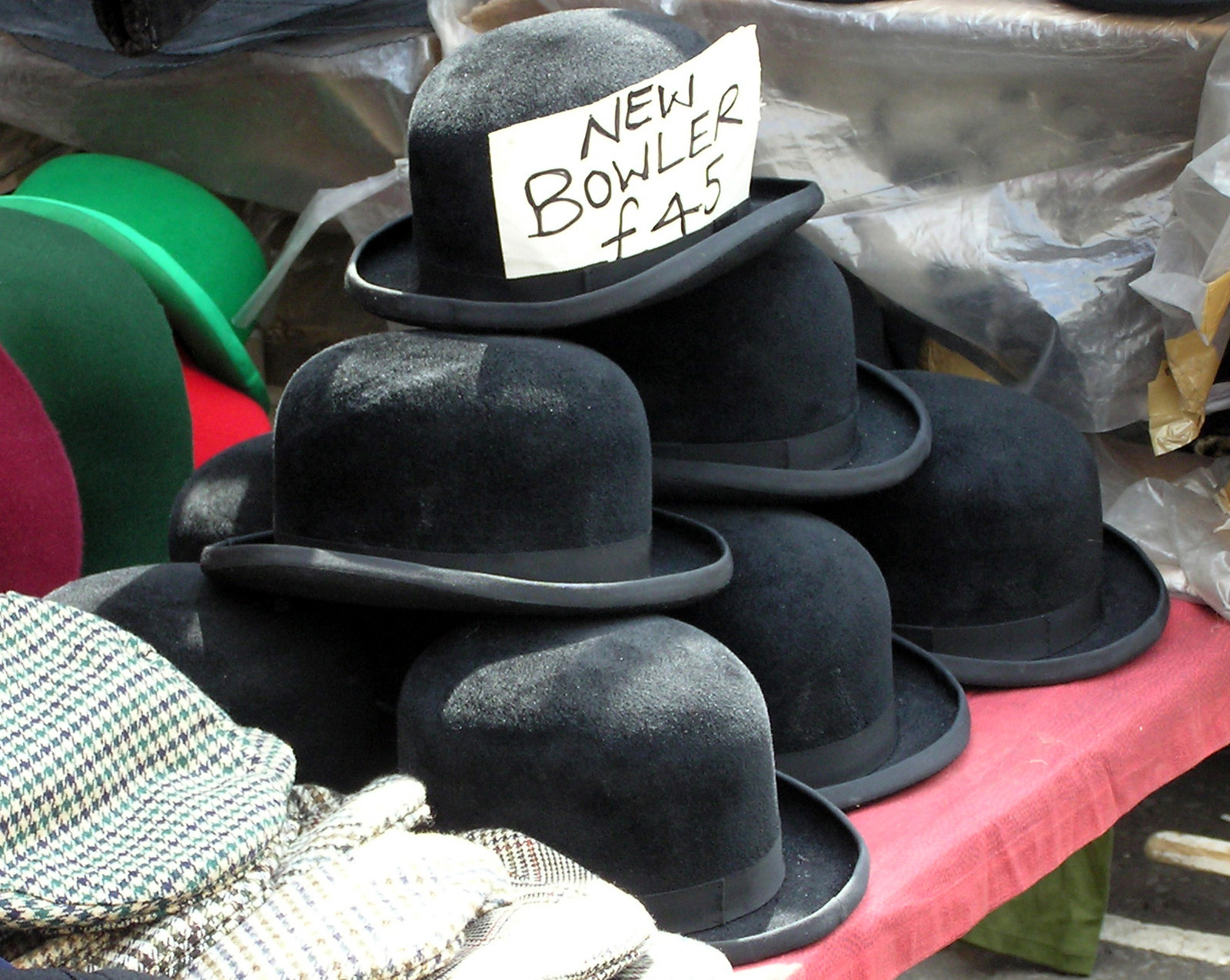
Chapéus-coco à venda em Londres

O chapéu-coco (português brasileiro) ou chapéu de coco (português europeu) é um chapéu duro, de copa redonda e aba bem curvada dos lados, usado pelos homens no fim do século XIX. Na Inglaterra, após a Primeira Guerra Mundial, passou a ser aceito em ocasiões formais, substituindo a cartola. Feito de feltro de lã ou pêlo, era muito popular e, até aos anos 50 e 60, era associado a homens de negócios londrinos.
O chapéu-coco em feltro é chamado derby. Apesar de raramente usado hoje em dia, faz parte da indumentária típica das mulheres bolivianas, as chamadas cholitas.